# Atrahasis-epos
Het Atrahasis-epos is een Babylonisch epos uit de zeventiende eeuw v.Chr. dat vooral bekend is vanwege het zondvloedverhaal dat erin verteld wordt. Dit zondvloedverhaal is ongeveer hetzelfde als dat op het elfde tablet van het Gilgamesj-epos en vertoont ook grote overeenkomsten met het latere verhaal in de Bijbel.

## Inhoud
Het begint als volgt:

Toen de Goden in plaats van de mensen,

het werk deden, de lasten droegen,

werd de last voor de Goden te groot,

Het werk te zwaar, de inspanningen te veel,

De grote Annunki lieten de Igigi,

zeven keer die hoeveelheid werk doen,

Anu hun vader was koning.

Het universum is in het verhaal verdeeld in drie delen. De god Anum regeert in de hemel, Enlil op aarde en Enki in het onderaardse water.
Enlil dwingt de mindere Igigi-goden al het werk te doen, maar na veertig jaar komen ze in opstand en belegeren ze de tempel van Enlil in Nippur.
De god Enki stelt voor om mensen te scheppen en die het werk te laten doen. Samen met de moedergodin Mami wordt dit uitgevoerd.
Op een gegeven ogenblik zijn er zoveel mensen dat ze met hun lawaai de god Enlil uit zijn slaap houden. Deze besluit via de god Namtar de mensen een plaag te sturen. Dankzij de vrome Atrahasis houdt deze op.
Na een tijdje maken de mensen echter weer te veel herrie naar de zin van Enlil. Ditmaal straft hij ze met een hongersnood. Deze wordt door de mensheid overleefd.
Dan besluit Enlil drastischere maatregelen te nemen. Hij stuurt een zondvloed op de mensen af. Dit deel van het verhaal vertoont grote parallellen met de Bijbel. Atrahasis bouwt een rieten ark en overleeft zo met zijn familie en een aantal dieren de zondvloed.

## Thematiek
Het epos geeft een beeld van de ecologische problemen waarmee de Sumerische cultuur te kampen had, ondanks - of dankzij - de bevloeiingswerken van koningen als Entemena van Lagash.